# 1600 en France
Chronologie de la France
- 1596
- 1597
- 1598
- 1599
- 1600
- 1601
- 1602
- 1603
- 1604

## Événements
- 12 janvier : l’édit de Nantes est enregistré par le Parlement de Dijon[1].
- 19 janvier : l’édit de Nantes est enregistré par le Parlement de Toulouse[1].

- 7 février : l’édit de Nantes est enregistré par le Parlement de Bordeaux[1].
- 27 février : traité de Paris avec Charles-Emmanuel Ier de Savoie qui doit restituer le marquisat de Saluces à la France[2].

- Mars :
  - « édit portant règlement général sur le fait des tailles » qui réorganise l’impôt direct en quarante articles. Le meilleur rendement de la taille, qui pèse à peu près exclusivement sur les classes paysannes, permet de l’alléger[3].
  - arrestation de La Fontenelle sur l’île Bréhat par le lieutenant particulier du présidial de Quimper sur ordre du Parlement de Bretagne. Il est amnistié par le roi (juillet 1601)[4].

- 25 avril : le contrat de mariage du roi avec Marie de Médicis est signé à Florence[2].

- 4 mai : conférence de Fontainebleau ; débat entre l’évêque d’Évreux Jacques Du Perron, calviniste converti et le protestant Philippe Duplessis-Mornay[5].

- 4 juillet : arrivée du roi à Lyon[6].

- 11 août :
  - le parlement d’Aix-en-Provence enregistre l’édit de Nantes[1].
  - la France déclare la guerre à la Savoie sur le refus du duc de Savoie de rendre Saluces[7].
- 13 août : prise de Bourg-en-Bresse par le maréchal de Biron[7].
- 17 août : Lesdiguières prend Montmélian[6].
- 23 août :
  - prise de Chambéry, capitale du duché de Savoie[6].
  - l’édit de Nantes est enregistré par le parlement de Rennes[1].
- 27 août : Lesdiguières prend Conflans[8].

- 10 septembre : la prise du château de Charbonnières ouvre la vallée de la Maurienne et la vallée de la Tarentaise aux troupes françaises[9].
- 18 septembre : nouveaux statuts de l’université de Paris[10].
- 23 septembre : Vincent de Paul est ordonné prêtre[5].
- 25 septembre : le cardinal Pietro Aldobrandini est nommé légat du pape en France[2].

- 28 septembre : le duc de Guise, gouverneur de Provence, passe le Var à la tête de 12 000 hommes[11].

- 2 octobre : le duc de Guise attaque Nice défendue par le gouverneur Annibal Grimaldi ; la ville résiste mais doit accepter de payer une indemnité de guerre de 8 700 écus[12].

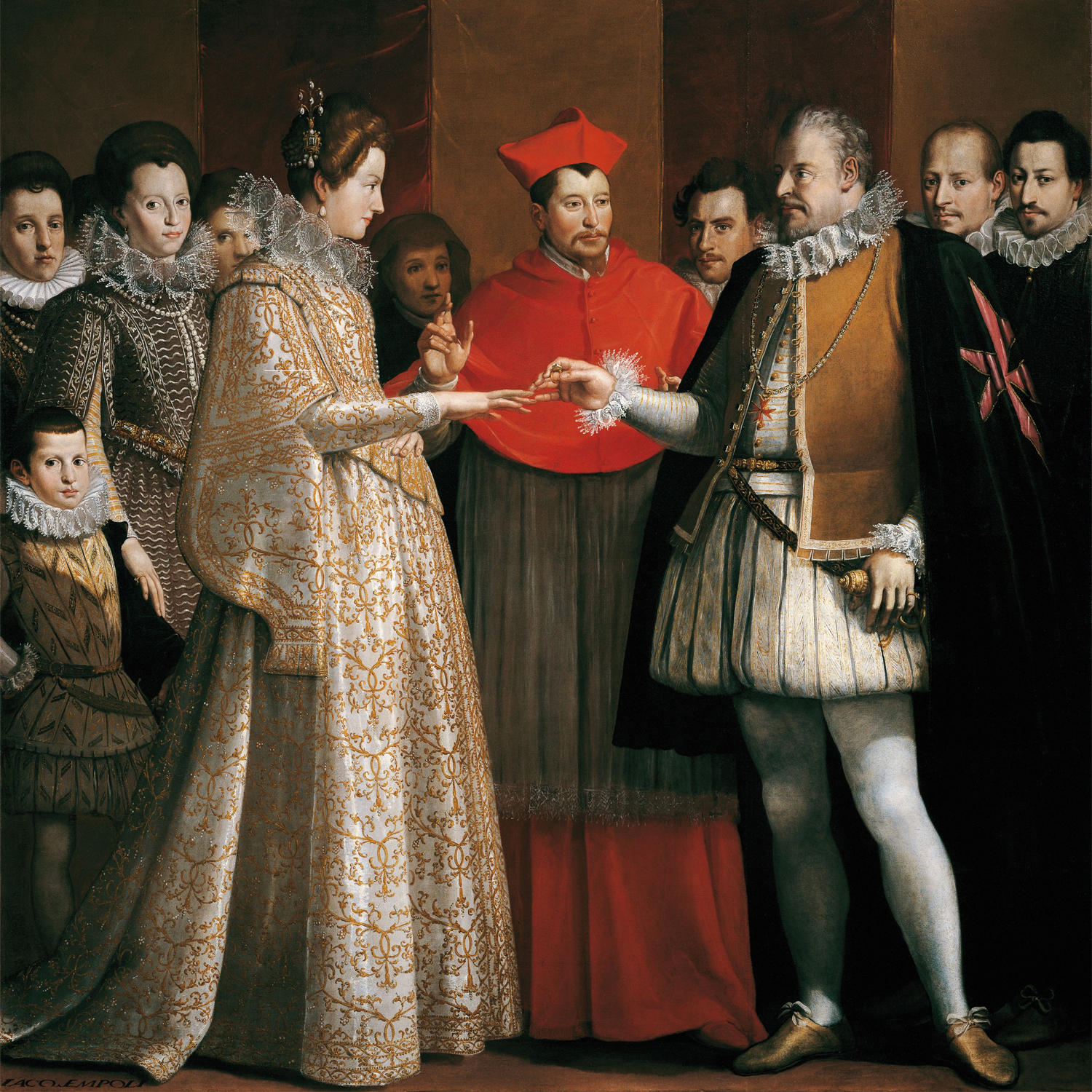
Mariage par procuration de Marie de Médicis avec Henri IV, toile de Jacopo Chimenti.

- 5 octobre : mariage par procuration d’Henri IV avec Marie de Médicis à Florence[2]. Le roi se rapproche ainsi du pape. Sa maîtresse Henriette d’Entragues (1583-1633) qui voulait se faire épouser, se lance dans une conspiration qui échoue (1604).

- 3 novembre : Marie de Médicis débarque à Marseille[2].
- 16 novembre : reddition de la citadelle de Montmélian[5].

- 17 décembre : le mariage de Henri IV et de Marie de Médicis est célébré à Lyon par le cardinal légat Aldobrandini[2].

## Naissances en 1600
- Corneille van Aarsen